# Людвіг Тік
Лю́двіг Ио́ганн Тік (нім. Johann Ludwig Tieck, 31 травня 1773, Берлін — 28 квітня 1853, Берлін) — німецький поет, письменник, драматург, перекладач.

## Біографія
Народився у родині канатника. Батько мав необхідні статки, тож Тік зміг здобути прекрасну освіту в одній із найкращих гімназій — Фрідріх-Вердерівській, де він навчався з 1782 до 1792 р. У гімназії Тік познайомився з В. Г. Вакенродером, вплив якого помітно позначився на формуванні його естетичних і літературних уподобань. У 1793 р. друзі відвідали Нюрнберг і Бамберґ, що були центрами культурного життя Німеччини в епоху Дюрера. Вихований у гімназії інтерес до літератури, історії, мов визначив подальший вибір освіти Тіка. З 1792 до 1794 р. він вивчав історію, теологію та філософію в університетах Галле, Геттінгена, Ерланґена. Після закінчення університету Тік співпрацював з відомим видавцем Ф. Ніколаї, діяльність якого значною мірою сприяла поширенню в Німеччині тривіальної літератури та прищепленню читацькій публіці смаку до такого чтива. Саме у видавництві Ніколаї Тік вперше познайомився із законами белетристики, самобутнім представником якої у романтичній літературі він, зрештою, і став.
Початок творчої діяльності Тіка припадає на 1795—1796 pp. У 1795 р. побачили світ його твори «Абдалла, оповідання», написане ще у 1792 p., та «Примирення, оповідання». Проте літературне визнання Тіку приніс роман «Історія пана Вільяма Ловелла» («Geschichte des Herr William Lovell») у трьох томах, створений у 1795—1796 pp. У1796 р. Т. розпочав і свою перекладацьку діяльність — вийшла в світ його інтерпретація п'єси В. Шекспіра «Буря».,У 1797 р. поряд з публікацією своїх оповідань Тік видав книгу «Сердечні виповідання схимника-любителя мистецтв» («Herzensergiessungen eines kunstliebenden Kloster-bruders») В. Г. Вакенродера — твір, що справив потужний вплив не лише на формування естетичних уподобань самого Тіка, а й романтизму загалом.
У 1797 p. Тік здобув визнання як самобутній драматург і новеліст. Побачили світ такі його твори, як «Кіт у чоботях, дитяча казка у 3-х діях з інтермедіями, прологом та епілогом, твір Петера Леберехта» («Gestiefelten Kater»), а також «Народні казки, видані Петером Леберехтом» у трьох томах («Volksmarchen»); до збірника увійшла й казка «Білявий Екберт» («Der blonde Eckbert»).
У 1798 p. помер Вакенродер. Для Тіка це була величезна втрата. Тік вважав його не лише своїм другом, а й духовним наставником. Підтвердженням духовних та душевних зв'язків з Вакенродером став роман «Мандри Франца Штернбальда» удвох томах («Franz Sternbalds Wander-ungen», 1798). Своєрідним пам'ятником другові стало видання Тіка у 1798 р. «Фантазій про мистецтво для друзів мистецтва» («Phantasien tiber die Kunst far Freunde der Kunst»). В есе, оповіданнях, що увійшли до збірника, набуло втілення притаманне енським романтикам розуміння і трактування мистецтва. Того ж року побачили світ п'єси «Принц Цербіно, або Поїздка до Доброго смаку, у певному сенсі продовження Кота в чоботях, гра на 6 дій» і «Світ навиворіт. Історична драма на 5 дій».
У1799 р. Тік зблизився із Й. К. Ф. Шиллером — провідником енських романтиків. У енському гуртку романтиків Тік — один із послідовних шанувальників творчості В. Шекспіра та М. де Сервантеса, твори яких він перекладає і видає. Інтерес до Відродження у Тіка не слабшав ніколи, такою ж відданою була його любов до старої німецької поезії. Ще у 1793 р. Вакенродер у листі до Тіка звертав увагу на непідробну вартісність і дивовижні чари старонімецької поезії: «Принагідно зауважу, — пише Вакенродер, — що ти вельми мало знаєш старонімецьку літературу, якщо знаєш лише міннезинґерів. Вона взагалі у нас надто мало знана. А поза тим, у ній є чимало доброго, цікавого та своєрідного, і вона безмірно важлива для історії нації та духу». Тік завжди був непоганим учнем, а свідченням його чудових знань у царині німецької поезії давніх часів стала публікація у 1803 р. збірника «Пісні кохання швабської епохи в новій обробці».
У 1805 p. Тік зміг здійснити свою мрію про подорож до Італії. З липня 1805 до осені 1806 р. він мандрував країною Рафаеля, Мікеланджело, Л. да Вінчі, а в 1817 р. він, перекладач В. Шекспіра, знаний у Німеччині як шанувальник театру старої Англії, відвідав Британські острови.
У 1819 р. разом з родиною і графинею Генрієттою Фінкенштейн Тік подався у Дрезден, де жив до 1842 p., виконуючи обов'язки драматурга і гофрата (завідувача репертуарною частиною) у Дрезденському придворному театрі. Віддаючи багато часу та сил театрові, Тік не полишав і суто літературної праці. Упродовж років, проведених у Дрездені, він написав чимало новел та віршів, перекладав п'єси драматургів шекспірівської доби, публікував статті, присвячені німецькому й англійському театрам. Як і раніше, Тік активно займався виданням творів письменників та діячів мистецтва, близьких до романтичного руху, публікацією нових перекладів улюбленого Шекспіра. Перелік опублікованих авторів постійно розширювався: до вже виданих Вакенродера та Новаліса додалися тритомне зібрання творів Г. фон Клейста, «Посмертні твори і листування Зольґера» у двох томах, перекладені А. В. фон Шлеґелем, Т. Доротеї та графом В. Баудіссіне «Драматичні творіння Шекспіра» у дев'яти томах, а також повне зібрання творів письменника-штюрмера Й. М. Р. Ленца.
У 1842 р. Тік отримав запрошення пруського короля Фрідріха Вільгельма IV і переїхав у Берлін, де йому судилося прожити останнє десятиліття свого життя, працюючи у придворному театрі. 28 квітня 1853 p. Тік помер, залишивши величезну художню та критичну спадщину, щоправда, вельми неоднорідну за своїми естетичними критеріями та значенням.

## Творчість

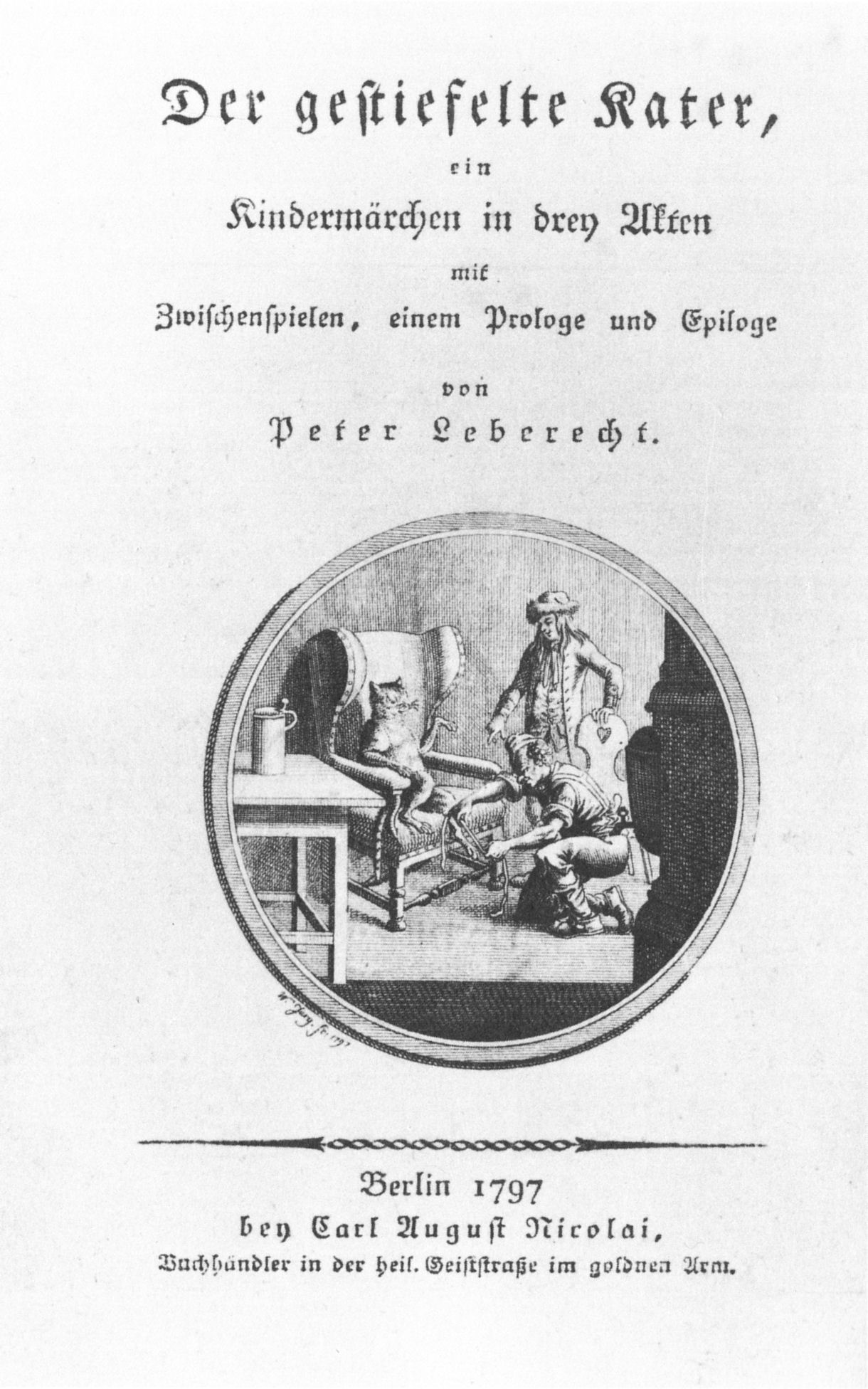
Кіт у чоботях.Петер Леберехт — псевдонім Тіка

Важко з певністю назвати жанр, у якому би Тік не спробував своїх сил. Він писав романи, казки, новели. Але під пером письменника навіть із найтрадиційнішими жанрами відбувалися дивовижні метаморфози. Либонь, саме в творчості Тіка повною мірою втілився принцип універсальності поезії, за який так послідовно виступали єнці. Яскравим прикладом втілення цього принципу може слугувати комедія «Кіт у чоботях». Тік свідомо обирає сюжет, відомий з казки III. Перро. Але повна назва твору виглядає так: «Кіт у чоботях, дитяча казка у 3-х діях з інтермедіями, прологом та епілогом, твір Петера Леберехта». У назві вказано все: і адресат, для якого створена п'єса, і структура твору, й інформант, який розповів світові історію про кота Гінца. Колись проникливий читач уже мав справу з такою практикою називання творів. Звичайно ж, це було не так уже й давно, за часів, які стали набутком не надто віддаленої історії, — в епоху Просвітництва. Назва твору повинна була наче символізувати перемогу здорового глузду, але вибір жанру (комедія), використання казкового сюжету і вказівка на адресата (дитяча казка) уже ставлять під сумнів настанову на здоровий глузд. Проте жодних сподівань на тріумф все пояснюючого розуму, який розставить усі крапки над «і», не залишається після першої ж ремарки: «Дія відбувається у партері. Комедія вже повна». Все змішалося. Партер займає місце на сцені, до сценічного простору входять і сцена, і зал для глядачів. Чути репліки, що свідчать про деяку розгубленість добропорядних бюргерів п. Мюллера і п. Шлоссера, яким пропонують у храмі муз переглянути дитячу казку. Але вчений п. Фішер, який зажив плодів просвіти, все з'ясовує: «З такими забобонами ми давно впоралися — просвіта принесла свої плоди», — відтак вчений п. Мюллер підсумовує: «Швидше за все, це звичайна міщанська драма з родинного життя». Отже, казку, яку партер трактує як «дитяче белькотіння», розсудливі дорослі відкидають і одностайно налаштовуються на перегляд міщанської драми — витвору раціоналістичної епохи Просвітництва, кумирами якої були А. В. Іфланд та А. Ф. Ф. Коцебу. Вже зав'язка, віртуозно виписана Тіком, визначила цілком новий поворот у добре відомому сюжеті. Історія кота Гінца та його господаря Готліба стала приводом не лише для розвінчування філістерського здорового глузду та претензій на формування художнього смаку, а й підставою для серйозної полеміки з естетичними нормами просвітницького театру, буквальне дотримання яких призвело до утвердження на німецькій сцені не високих традицій Г. Е. Лессінґа і Шиллера, а п'єс Коцебу і К°. «Кіт у чоботях» Тіка — це спроба повернути театрові «його споконвічну ідею, його суть» (А. Карельський).
Про несумісність казки і реальності, про згубний вплив світу людей на світ фантазії, таємниці Тік писав не раз. Цій темі присвячені його новели-казки «Білявий Екберт», «Ельфи» й ін.
У новелі-казці «Ельфи» («Elfen», 1811) Тік звертається до відомої легенди про казкових істот, які незримо для людей роблять дива. Вони допомагають працьовитим, віддячують добрим і чуйним. Цей переказ не раз зазнавав переробок. Своє трактування відомого сюжету зміг запропонувати і Тік. У його казці ельфи є уособленням вічних прихованих сил природи: води, скарбів земних надр. Природа у казці постає у вічному русі та зміні. Тік одухотворює природу.
Світ природи прекрасний і гармонійний, маленька Марія, яка потрапила до царства ельфів, навіть не відчуває плину часу, який тут минає повільніше, ніж у звичайному світі. їй здається, що вона була в дивовижному царстві лише один день, натомість на землі збігло аж сім років. Але ж відчуття часу є суб'єктивним, і в цьому Тік, як, утім, й інші романтики, глибоко переконаний. Вся річ у тім, що є одиницею вимірювання: дні, години, хвилини. Якщо кожна мить сповнена переживання, то час ущільнюється до краю. А емоцій та вражень у дивовижному царстві ельфів Марії аж ніяк не бракувало. У казці чудове царство ельфів існує на противагу буденному світові, у якому немає нічого незвичайного, тому що він існує за законами здорового глузду. Тік — прихильник такого світу, в якому досить місця для таємниць і фантазій, що так прикрашають життя! Але… фінал казки сумний: Марія мимоволі стала винуватницею загибелі царства ельфів, розкривши їхню таємницю. Ця необачність призвела до загибелі джерела, де жили ельфи, гинуть дерева та квіти, а з ними і Марія та Ельфіда, покровителька ельфів.. Зі світу зникає краса, а отже, й життя. Фінал казки, як завжди у Тіка, багатозначний: чи є загибель царства ельфів результатом необачності, а чи це наслідок вторгнення людини за межі таємниці? Хто відповідає за збереження краси та життя на Землі? Ось такі непрості питання виникають після прочитання цієї химерної казки.
У пізніх новелах Тік підкреслює думку про руйнівний вплив реальності, у якій все підпорядковане здоровому глузду, на світ, організований за іншими законами. Характерною з цього погляду є новела «Життя ллється через вінця» («Des Lebens Uberfluss», 1839). Світ мистецтва поданий у творі закоханими Генріхом і Кларою. Поєднавши свої долі всупереч волі батьків, вони змушені жити доволі скромно. Але всі їхні поневіряння компенсуються близькістю душ, у яких живе надія на кращі часи. Генріх веде щоденник, він захоплюється старовинними книгами, а Клара займається хатніми справами і з насолодою слухає написане чоловіком. Невідомо, як могла скластися їхня подальша доля, якби не неймовірно холодна зима і цілковитий брак коштів, які відірвали закоханих від земних турбот не лише в переносному, а й у прямому значенні. Генріх розібрав на дрова драбину, яка з'єднувала їхню кімнату на горищі з рештою світу. І ось у такому становищі повної ізоляції Генріхові сниться дивний сон, начебто він опинився на аукціоні, де відбувається розпродаж людей. Автор детально описує стан, у якому перебуває його герой: «Я почував себе тяжко упослідженим, мій сором не мав меж». З пихатою міною, неприхованою зловтіхою і презирством оглядають потенційні покупці пропонований їм товар. Слуга без церемоній відштовхує свого колишнього господаря, називаючи його «старим мотлохом», а хтось глузливо атестує і самого Генріха: «Ця погань нічого не варта». Показовою є й стартова ціна, з якої починається аукціон, — один гріш. Її призначає старий лахмітник. І хоча ціна поступово зростає, проте суть процедури не змінюється: продається людина, а розпалені азартом торжища учасники аукціону навіть не замислюються над абсурдністю того, що відбувається. Сон уривається, але пробудження не приносить спокою. На відміну від інших казкових новел Тіка, ця закінчується добре. Але в цьому щасливому фіналі так багато іронії, що поширюється не лише на тих, кого зазвичай називають філістерами або розсудливими бюргерами, а й на Клару та Генріха, які, здавалося би, належать до іншого табору. Автор аж ніяк не однозначно ставиться до тих, кого традиційно називали романтиками — «ентузіастами». Клара і Генріх опинилися, так би мовити, у подвійному полоні — вони є бранцями ілюзій і дійсності; для повного щастя їм, виявляється, врешті-решт, потрібні тільки тепла домівка і добрий ангел, готовий узяти на себе всі побутові турботи. Цей ідеал був дуже далекий від осяйних вершин, до яких кликала муза енських романтиків. Але Тік ніколи не нав'язує своєї думки і залишає читачеві право самому вирішувати, хто має рацію.